# 化學游離法
化學游離是一種用於質譜分析的電離技術。並於1966 年首次被Burnaby Munson 和 Frank H. Field提出 。化學游離法屬於分子化學中氣態離子的應用之一。反應的氣體分子(例如：甲烷或氨氣)經由電離形成反應離子，用於質譜分析。化學電離法的常見應用包含以下：陰性化學游離(NCI)、電荷交換化學電離、大氣壓力化學游離(APCI)和大氣壓力光學游離(APPI)。而化學電離法普遍應用在有機化合物的鑑定、結構的定性與定量以及應用於生化分析中。其中，待分析樣本必須是蒸氣的形式，如果是在液態或固態的情況下，須在樣本進入分析前先進行氣化。

## 操作原理
相較於電子撞擊游離(EI) ，化學電離過程通常賦予分析物分子更少的能量，因此產生更少的碎片以及更簡單的光譜。 藉由選擇適當的試劑，可以在一定程度上控制碎片的數量。過程中所產生的結構信息量，除了一些特徵性碎片離子峰外，化學電離所產生的光譜通常具有可識別的質子化分子離子峰 [M+1]+，藉此確定分子量。因此，如果在 電子撞擊游離法中產生過度碎裂的分析物導致分子離子峰變弱或完全不存在的情況下，可以化學電離法作為替代技術。

## 儀器
化學電離法中的游離源設計與電子撞擊游離法的十分相似。為了使離子與分子之間能充分反應，腔室內會保持相對氣密，使壓力保持在約1torr下。加熱源是透過加熱鎢、錸製成的金屬燈絲，在電子通過加熱源之後，使其擁有高能量能在腔室中傳播更遠的距離。同時，化學電離法不需要磁鐵與電子捕捉阱，因為電子束並不會傳播至腔室的尾端。此外，腔室內的壓力會保持在小於10-4torr。

## 機制
化學電離法通常利用氣相酸鹼反應，離子通過分析物與離子源中的反應氣體離子碰撞而產生，通常反應器氣體的量會遠大於分析物。常見的反應氣體包含：甲烷、氨、水和異丁烷。當能量約為 200-500 eV進入游離源之後便優先經過電離反應出氣體，待離子與分子反應形成更穩定的試劑離子之後，再與其他試劑分子碰撞產生離子體。分析物的正、負離子便是透過這樣的過程形成的。
以下使用甲烷作為反應氣體發生以下反應：
初級離子形成
{\displaystyle {\ce {CH4{}+e^{-}->CH4^{+\bullet }{}+2e^{-}}}}
次級試劑離子生成
{\displaystyle {\ce {CH4{}+CH4^{+\bullet }->CH5+{}+CH3^{\bullet }}}}
{\displaystyle {\ce {CH4 + CH3^+ -> C2H5+ + H2}}}
產物離子生成
{\displaystyle {\ce {M + CH5+ -> CH4 + [M + H]+}}}   (質子化)
{\displaystyle {\ce {AH + CH3+ -> CH4 + A+}}}    ({\displaystyle {\ce {H^-}}} 抽象化)
{\displaystyle {\ce {M + C2H5+ -> [M + C2H5]+}}}    (加成物形成)
{\displaystyle {\ce {A + CH4+ -> CH4 + A+}}}    (電荷交換)
如果使用氨作為反應氣體，則會發生以下反應：
{\displaystyle {\ce {NH3{}+e^{-}->NH3^{+\bullet }{}+2e^{-}}}}
{\displaystyle {\ce {NH3{}+NH3^{+\bullet }->NH4+{}+NH2}}}
{\displaystyle {\ce {M + NH4^+ -> MH+ + NH3}}}
異丁烷作為反應氣體，則發生以下反應：
{\displaystyle {\ce {C4H10{}+e^{-}->C4H10^{+\bullet }{}+2e^{-}}}({\ce {+C3H7+}}{\text{and other ions}})}
{\displaystyle {\ce {C3H7^{+}{}+C4H10^{+\bullet }->C4H9^{+}{}+C3H8}}}
{\displaystyle {\ce {M + C4H9^+ -> MH^+ + C4H8}}}
如果試劑離子是分析物的電離形式，則可能發生自化學電離。

## 優勢與限制
當電子產生高能離子透過碰撞其他分子離子將能量傳遞給中性分子。利用控制反應氣體來使得分析物的碎片更少，藉此來確定未知分析物的分子量。CI與其他電離法相較之下，他的光譜更為簡單且靈敏。另外，化學電離法可以與色譜分離技術結合，進而提高化合物定性的實用性。然而這種方法僅適合於揮發性化合物。且因為碎片較少，能獲得的信息量也會較少。

## 應用
常用作有機化合物結構定性。因為透過[M+1]+ 的形成，消除了一個穩定的分子，該分子可用於猜測官能基。除此之外，化學電離法因為碎片較少有助於檢測分子離子峰。將化學電離與氣相色譜 (GC)、高效液相色譜 (HPLC) 和毛細管電泳 (CE)做結合，化學電離還可用於定性與定量樣本中的分析物，有利於混合物中選取電離分析物從而取得更為準確的結果。

## 變因

### 陰性化學游離
氣相分析的化學電離可以是陽性與陰性。 大部分的中性分析物都可以通過上述反應形成陽離子。
為了看到陰性化學電離（NCI，也稱為 NICI）的反應，分析物必須能夠產生負離子（穩定負電荷），例如通過電子捕獲電離。由於並非所有分析物都能做到這一點，因此使用陰性化學電離可提供一定程度的選擇性，這也是其他電離技術（EI、PCI）所不具備的。另外，陰性化學電離可用於分析含有酸性基團或陰性元素（尤其是鹵素）的化合物。同時， 陰性化學電離更對氧化劑和烷化劑具有更高的靈敏度。
由於鹵素原子的高負電性，陰性化學電離是分析上常見的選擇。這包括多組化合物，例如多氯聯苯、殺蟲劑和阻燃劑。這些化合物中的大多數是環境污染物，因此大部分的陰性化學電離分析是在一般環境分析下進行的。在需要非常低的檢測限的情況下，經常使用與氣相色譜儀耦合的電子捕獲檢測器來分析環境有毒物質，例如鹵化物質、氧化劑和烷化劑。
負離子經由熱能電子的共振、低能電子的解離以及質子轉移、電荷轉移和氫化物轉移電漿-分子相互作用形成。與其他陰離子分析技術相比，陰性化學電離可以在沒有溶劑的情況下監測陰離子的反應性，且電子親和力和低價的物質也可以通過這種技術來定性。

### 電荷交換化學電離
這也與陰性化學電離相似，不同之處在於產生具有奇數電子的自由基陽離子。 反應氣分子被高能電子撞擊，產物反應氣態離子從分析物中提取電子以形成自由基陽離子。 常見於此反應的氣體包含以下：甲苯、苯、一氧化氮、氙、氬和氦。
選擇適當的反應氣體，並考慮反應氣體的自由基陽離子的共振能量與分析物的電離能之間的差異，可應用於控制碎片。
電荷交換化學電離的反應如下：

### 大氣壓力化學游離
大氣壓化學電離 (APCI)，通常使用水作為反應氣體。游離源由液相色譜出口、淋洗液霧化、加熱蒸發管、電暈放電針和 10−3 torr真空的針孔入口組成。分析物是氣體或液體噴霧，電離是使用大氣壓力下的電暈放電完成的。這種電離方法通常與高效液相色譜法相結合，其中含有沖提分析物的移動相高流速的氮氣或氦氣噴灑，氣溶膠噴霧經電暈放電以產生離子。它適用於極性相對較小且熱穩定性較差的化合物大氣壓化學電離 和 化學電離的差異在於 大氣壓化學電離 是在大氣壓下進行的，因此，碰撞頻率更高，可以提高靈敏度和電離效率。